# Coby Bell
Coby Scott Bell, född 11 maj 1975 i Orange County, Kalifornien, är en amerikansk skådespelare och filmproducent. Bell är kanske mest känd för sin roll som Tyrone Davis i den amerikanska TV-serien Tredje skiftet och som Jesse Porter i serien Burn Notice.